# Croweology
| Recensione | Giudizio |
| ---------- | -------- |
| AllMusic   |          |

Croweology è il nono album in studio del gruppo musicale statunitense The Black Crowes, pubblicato nel 2010.
Include nuove versioni acustiche di vecchi brani del repertorio compreso tra Shake Your Money Maker e Lions.

## Tracce
Testi e musiche di Chris Robinson e Rich Robinson, eccetto dove indicato.
Disco 1
1. Jealous Again – 5:13
2. Share the Ride – 3:58
3. Remedy – 5:33
4. Non-Fiction – 7:54
5. Hotel Illness – 3:38
6. Soul Singing – 4:15
7. Ballad in Urgency – 9:16
8. Wiser Time – 9:33
9. Cold Boy Smile – 5:35
10. Under a Mountain – 4:42

Disco 2
1. She Talks to Angels – 6:16
2. Morning Song – 6:13
3. Downtown Money Waster – 4:17
4. Good Friday – 5:42
5. Thorn in My Pride – 9:35
6. Welcome to the Good Times – 4:01
7. Girl from a Pawnshop – 7:08
8. Sister Luck – 5:58
9. She – 5:31 (Chris Ethridge, Gram Parsons)
10. Bad Luck Blue Eyes Goodbye – 7:03

## Formazione
Gruppo
- Chris Robinson – voce, chitarra, armonica a bocca
- Rich Robinson – chitarra
- Luther Dickinson – chitarra, mandolino, banjo
- Sven Pipien – basso
- Steve Gorman – batteria
- Adam MacDougall – tastiere

Altri musicisti
- Donny Herron – banjo, fiddle, pedal steel guitar, lap steel guitar
- Joe Magistro – percussioni
- Charity White, Mona Lisa Young – cori